# 甲洞中央站
甲洞中央站位于马来西亚雪兰莪州甲洞斯里白沙罗，靠近國都吉隆坡边界，是电动列车服务、巴生港线和未来双溪毛糯－沙登－布城线的转换站，也将是该条捷运线第一阶段线路的其中一站，该捷运站命名为斯里白沙罗东站，于2022年6月16日开始运营。

## 历史
本站耗资1300万，于2004年10月建造，并在2006年6月完工。建设目的是为了减轻吉隆坡市郊甲洞的交通使用量，与旧有的甲洞站相隔1公里。占地8英亩的甲洞中央站位于吉隆坡第二中环公路（MRR2）旁，设有较完善的设施如巴士与计程车停靠站、备有方便残障人士行动的扶手的通道和可直接登上行人天桥的电梯，惟使用量较临近的甲洞站少。其他基本设施有公共厕所、残障人厕所、盲人跑道、700个泊车位、数十个摩托车停车位、售票柜台、祈祷室、8部闭路电视，主要服务斯里白沙罗、旺沙柏迈、甲洞花园、宜信花园（Taman Ehsan）、逸福园（Desa Aman）、帝沙再也花园等住宅区。

## 列车服务
以下为甲洞中央站提供的列车服务：
- 马来亚铁道公司
  - KTM通勤铁路的巴生港线
  - KTM电动列车服务
- 布城线[4]

甲洞中央站自2008年12月1日开始便已拥有电动城际列车服务，该项服务从吉隆坡中央车站至怡保，然而这项服务于2010年8月被现今的KTM电动列车服务（ETS）取代，最北可达位于泰国边境的巴东勿刹。

## 车站周边
- 甲洞帝沙广场（Kompleks Desa Kepong）[6]
- 甲洞中环公寓（Kepong Sentral Condominium）[6]